# USS Bluegill (SS-242)
L'USS Bluegill (SS-242/SSK-242/AGSS-242) est un sous-marin de classe Gato construit pour l'United States Navy pendant la Seconde Guerre mondiale.
Construit au chantier naval Electric Boat de Groton dans le Connecticut, sa quille est posée le 17 décembre 1942, il est lancé le 8 août 1943 ; parrainé par Mme Cole, épouse de l'homme politique américain W. Sterling Cole ; et mis en service le 11 novembre 1943, sous le commandement du lieutenant commander Eric L. Barr, Jr..

## Historique
Les opérations de guerre de Bluegill couvrent la période du 1er avril 1944 au 21 juin 1945, période au cours de laquelle il effectue six patrouilles de guerre dans une zone allant de la Nouvelle-Guinée à Formosa en passant par la mer de Chine méridionale et la mer de Java. Le Bluegill coula dix navires japonais pour un total de 46 212 tonnes, dont le croiseur léger Yubari (le 27 avril 1944) et un chasseur de sous-marin.
En janvier 1945, Bluegill fit des reconnaissances en faveur de la libération américaine des Philippines. Le 28 mai, il mène une opération de reconnaissance et de bombardement sur l'île de Pratas. Douze hommes sont débarqués et découvrent l'île déserte, récemment évacuée par la garnison navale japonaise. Lors d’une cérémonie s’étant déroulée le 29 mai, le Bluegill hissa le drapeau américain sur l’île en la renommant ironiquement « île Bluegill ».
Le Bluegill atteint Pearl Harbor le 21 juin 1945 en provenance de sa dernière patrouille de guerre. Il continua à servir dans la flotte du Pacifique jusqu'au 1er mars 1946, date à laquelle il fut retiré du service et placé en réserve au Mare Island Naval Shipyard.
Le Bluegill est remis en service le 3 mai 1951 et rejoint la flotte du Pacifique pour des entraînements. Le 7 juillet 1952, il est mis hors service dans une réserve et redéfinit en tant que sous-marin de lutte ASM (Hunter-Killer/ASW Submarine) de désignation SSK-242), et est remis en service le 2 mai 1953.
Le Bluegill reprend son service de guerre lors de la guerre du Vietnam. En 1965, il opère pendant une longue durée dans le golfe du Tonkin, effectuant des opérations de reconnaissance et de sauvetage des pilotes tombés en mer.
Retiré une nouvelle fois du service et rayé du Naval Vessel Register le 28 juin 1969, il est sabordé en 1971 et amarré au fond de l'eau à 40 mètres de profondeur en tant qu’entraîneur de sauvetage, à environ deux kilomètres de Lahaina. Pendant les treize années suivantes, sa coque est utilisée pour l’entraînement au sauvetage sous-marin.
En novembre 1983, après un mois de travaux préparatoires, sa coque est renflouée par les navires de sauvetage USS Beaufort et USS Brunswick, remorquée au large et coulée en eaux profondes avec les honneurs militaires.

## Décorations
Le Bluegill a reçu la Navy Unit Commendation pour sa première patrouille de guerre au cours de laquelle il coula le Yubari. En outre, il fut décoré de quatre Battles star pour son service pendant la Seconde Guerre mondiale.